# 深川栄洋
深川 栄洋（ふかがわ よしひろ、1976年9月9日 - ）は、日本の映画監督、演出家。
千葉県出身。専門学校東京ビジュアルアーツ映像学科映画演出専攻卒業。スタンダードフィルム合同会社所属。業務提携U.F.O.カンパニー。妻は女優・書家の宮澤美保。

## 来歴
専門学校東京ビジュアルアーツ（映像学科映画演出専攻）在学中から自主制作映画を監督。卒業制作の16mm短篇『全力ボンバイエ!』が第2回京都国際学生映画祭で入選。また第2回水戸短編映像祭水戸市長賞などを受賞する。1997年の卒業後も短編映画を監督し、1999年に製作した『ジャイアントナキムシ』、2000年に製作した『自転車とハイヒール』がPFFアワードで2年連続入選し、注目を集める。
2004年に『自転少年』で商業監督デビューし、2005年に『狼少女』で劇場用長編映画監督デビュー。2009年『60歳のラブレター』でメジャー監督デビュー。
2011年、『白夜行』にて、第6回KINOTAYO現代日本映画祭ニコン最優秀映像賞を受賞。
2016年10月21日に女優の宮澤美保と結婚していたことが明らかになった。
2017年12月22日から全7話の予定で配信されたインターネットドラマの『チェイス 第1章』で総監督を務めたが、フィクションと銘打って制作されたにもかかわらず、内容が足利事件など実際の幼女殺害事件を取材した清水潔のノンフィクション作品に酷似していたため、物議を醸すことになった。ドラマを制作したジョーカーフィルムズは「複数の文献や判決文等に記載された、客観的に明らかとなった周知の事実を踏まえて『架空の物語』を創作したものであり、特定の書籍に依拠したものではありません」などと主張していたが、配信元のアマゾンジャパンが第7話の配信を中止する措置を取った。
私生活では、2014年公開の映画『神様のカルテ2』で知り合いゴルフ仲間として親交のあった女優の宮澤美保と2016年1月より交際に発展し、半年の交際期間を経て同年7月に婚姻届を提出し結婚した。

## 主な作品

### 映画
- 全力ボンバイエ!（1999年）
- ジャイアントナキムシ（1999年）
- 自転車とハイヒール（2000年）[9]
- Open Timer*s ラヴイボ（2001年）
- 私が幸せでいるという事（2002年）
- ムービーボクシング（2003年）
- 自転少年（2004年）
- 紀雄の部屋（2004年）
- 狼少女（2005年）
- アイランドタイムズ（2006年）
- 真木栗ノ穴（2007年）
- 晴れた日は図書館へいこう（2007年）
- 体育館ベイビー（2008年）
- 同級生（2008年）
- 非女子図鑑「B」（2009年）
- 60歳のラブレター（2009年、松竹）
- 半分の月がのぼる空（2010年、IMJエンタテインメント）
- 白夜行（2011年、ギャガ）
- 洋菓子店コアンドル（2011年、アスミック・エース）
- 神様のカルテ（2011年、東宝）
- ガール（2012年、東宝）
- くじけないで（2013年、松竹）
- 神様のカルテ2（2014年、東宝）
- トワイライト ささらさや（2014年、ワーナー・ブラザース映画）
- 先生と迷い猫（2015年、クロックワークス）
- サクラダリセット 前篇 / 後篇（2017年、ショウゲート）
- いつまた、君と、何日君再来（2017年、ショウゲート）
- ヌヌ子の聖★戦〜HARAJUKU STORY〜（2018年、SAIGATE Inc.、U.F.O.カンパニー） - 企画・プロデュース
- そらのレストラン（2019年、東京テアトル）
- ドクター・デスの遺産-BLACK FILE-（2020年、ワーナー・ブラザース映画）
- 桜のような僕の恋人（2022年、Netflix）[10]
- 法廷遊戯（2023年、東映）[11]

### テレビドラマ
- 私が幸せでいるという事（2002年、フジテレビ）
- 参議院議員候補マミ（2008年、TBS）
- 白百合兄弟のハンサムな食卓（2010年、QTV・東名阪ネット6）
- Re:Dream（2012年4月18日、BeeTV）
- 親父がくれた秘密〜下荒井5兄弟の帰郷〜（2012年9月12日、テレビ東京）
- イロドリヒムラ「脳内彼女」（2012年11月19日、TBS）
- LINK（2013年10月 - 11月、WOWOW）
- ボクの妻と結婚してください。（2015年、NHKBSプレミアム）
- 偽装の夫婦（2015年、日本テレビ）
- 女性作家ミステリーズ 美しき三つの嘘 第1話「ムーンストーン」（2016年1月4日、フジテレビ）
- 希望ヶ丘の人びと（2016年7月16日 - 8月13日、WOWOW）
- 破獄（2017年4月12日、テレビ東京）
- 赤ひげ（2017年、NHK BSプレミアム）
- 僕とシッポと神楽坂（2018年10月12日 - 11月30日、テレビ朝日）[12]
- 手紙（2018年12月19日、テレビ東京）
- あの家に暮らす四人の女（2019年9月30日、テレビ東京）
- 彼らを見ればわかること（2020年1月11日 - 2月29日、WOWOW）
- にじいろカルテ（2021年1月21日 - 3月18日、テレビ朝日）
- 和田家の男たち（2021年10月22日 - 12月10日、テレビ朝日）
- さよならの向う側（2022年9月22日 - 10月13日、読売テレビ・日本テレビ）
- ジャパニーズスタイル（2022年10月22日 - 12月24日、テレビ朝日）
- 星降る夜に（2023年1月17日 - 3月14日、テレビ朝日）
- 結婚予定日（2023年8月4日 - 9月29日、MBS）
- GTOリバイバル（2024年4月1日、関西テレビ・フジテレビ）

### インターネットドラマ
- チェイス 第1章（2017年、アマゾンジャパン）
  - チェイス 第2章（2019年）
- 晴れたらいいね（2025年、Amazon Prime Video）

### 舞台
- ミッドナイト・イン・バリ 〜史上最悪の結婚前夜〜（2017年9月、東宝）

### ミュージック・ビデオ
- NMB48「ヴァージニティー (曲)」（2012年）